# Greta Laurent
Greta Laurent (* 3. Mai 1992 in Ivrea) ist eine ehemalige italienische Skilangläuferin.

## Werdegang
Laurent nahm bis 2012 an Juniorenrennen teil. Ihr erstes Weltcuprennen lief sie im Dezember 2011 in Düsseldorf, welches sie auf dem 54. Platz im Sprint beendete. Ihre ersten Weltcuppunkte gewann sie im Februar 2013 in Davos mit dem 27. Platz im Sprint. Bei den nordischen Skiweltmeisterschaften 2013 im Val di Fiemme erreichte sie den 31. Rang im Sprint. Bei den italienischen Meisterschaften 2013 gewann sie Silber im Sprint. Bei den Olympischen Winterspielen 2014 in Sotschi belegte sie den 26. Platz im Sprint. Bei den nordischen Skiweltmeisterschaften 2015 in Falun errang sie den 37. Platz im Sprint. In der Saison 2015/16 kam sie bei sieben Teilnahmen im Weltcup sechsmal in die Punkteränge. Ihre beste Platzierung dabei war der 18. Platz im Sprint in Planica. Im Januar 2016 erreichte sie mit dem dritten Platz im Sprint in Planica ihre erste Podestplatzierung im Alpencup. Im folgenden Jahr kam sie dort mit dem zweiten Platz im Sprint erneut aufs Podest. Bei den nordischen Skiweltmeisterschaften 2017 in Lahti errang sie den 29. Platz im Sprint. Im folgenden Jahr lief sie bei den Olympischen Winterspielen in Pyeongchang auf den 32. Platz im Sprint.
In der Saison 2018/19 kam Laurent im Weltcup zehnmal in die Punkteränge und erreichte beim Weltcupfinale in Québec den 54. Platz. Sie belegte damit den 53. Platz im Gesamtweltcup und den 24. Rang im Sprintweltcup. Beim Saisonhöhepunkt, den Nordischen Skiweltmeisterschaften 2019 in Seefeld in Tirol, lief sie auf den 22. Platz im Sprint und auf den 11. Rang zusammen mit Lucia Scardoni im Teamsprint. Ihr bestes Weltcupergebnis erreichte sie im Februar 2020 mit dem siebten Platz im Sprint in Åre. In der Saison 2020/21 errang sie beim Ruka Triple den 64. Platz und bei den nordischen Skiweltmeisterschaften 2021 in Oberstdorf den 19. Platz im Sprint und erneut den 11. Platz zusammen mit Lucia Scardoni im Teamsprint. In ihrer letzten Saison als aktive Sportlerin 2021/22 errang sie in Oberstdorf mit dem siebten Platz im Sprint erneut ihr bestes Weltcupergebnis und kam bei den Olympischen Winterspielen in Peking auf den 28. Platz im Sprint.

## Teilnahmen an Weltmeisterschaften und Olympischen Winterspielen

### Olympische Spiele
- 2014 Sotschi: 25. Platz Sprint Freistil
- 2018 Pyeongchang: 32. Platz Sprint klassisch
- 2022 Peking: 28. Platz Sprint Freistil

### Nordische Skiweltmeisterschaften
- 2013 Val di Fiemme: 31. Platz Sprint klassisch
- 2015 Falun: 37. Platz Sprint klassisch
- 2017 Lahti: 29. Platz Sprint Freistil
- 2019 Seefeld in Tirol: 11. Platz Teamsprint klassisch, 22. Platz Sprint Freistil
- 2021 Oberstdorf: 11. Platz Teamsprint Freistil, 19. Platz Sprint klassisch

## Platzierungen im Weltcup

### Weltcup-Statistik
Die Tabelle zeigt die erreichten Platzierungen im Einzelnen.
- 1.–3. Platz: Anzahl der Podiumsplatzierungen
- Top 10: Anzahl der Platzierungen unter den ersten zehn
- Punkteränge: Anzahl der Platzierungen innerhalb der Punkteränge
- Starts: Anzahl gelaufener Rennen in der jeweiligen Disziplin
- Hinweis: Bei den Distanzrennen erfolgt die Einordnung gemäß FIS.

| Platzierung         | Distanzrennen a | Distanzrennen a | Distanzrennen a | Distanzrennen a | Distanzrennen a | Skiathlon Verfolgung | Sprint | Etappen- rennen b | Gesamt | Team c | Team c  |
| Platzierung         | ≤ 5 km          | ≤ 10 km         | ≤ 15 km         | ≤ 30 km         | > 30 km         | Skiathlon Verfolgung | Sprint | Etappen- rennen b | Gesamt | Sprint | Staffel |
| ------------------- | --------------- | --------------- | --------------- | --------------- | --------------- | -------------------- | ------ | ----------------- | ------ | ------ | ------- |
| 1. Platz            |                 |                 |                 |                 |                 |                      |        |                   |        |        |         |
| 2. Platz            |                 |                 |                 |                 |                 |                      |        |                   |        |        |         |
| 3. Platz            |                 |                 |                 |                 |                 |                      |        |                   |        |        |         |
| Top 10              |                 |                 |                 |                 |                 |                      | 4      |                   | 4      | 1      |         |
| Punkteränge         |                 |                 |                 |                 |                 |                      | 58     |                   | 58     | 15     |         |
| Starts              | 5               | 12              |                 |                 | 1               | 4                    | 87     | 2                 | 111    | 15     |         |
| Stand: Karriereende |                 |                 |                 |                 |                 |                      |        |                   |        |        |         |

### Weltcup-Gesamtplatzierungen
| Saison  | Gesamt | Gesamt | Sprint | Sprint |
| Saison  | Punkte | Platz  | Punkte | Platz  |
| ------- | ------ | ------ | ------ | ------ |
| 2012/13 | 9      | 104.   | 9      | 66.    |
| 2013/14 | 68     | 65.    | 68     | 36.    |
| 2014/15 | 18     | 97.    | 18     | 54.    |
| 2015/16 | 38     | 62.    | 38     | 41.    |
| 2016/17 | 18     | 93.    | 18     | 57.    |
| 2017/18 | 53     | 65.    | 53     | 36.    |
| 2018/19 | 122    | 53.    | 122    | 24.    |
| 2019/20 | 104    | 50.    | 104    | 22.    |
| 2020/21 | 70     | 55.    | 70     | 22.    |
| 2021/22 | 158    | 35.    | 158    | 16.    |